# Trio con clarinetto
Un trio con clarinetto è una composizione o gruppo strumentale formato da clarinetto, violino o viola, pianoforte.

## Clarinetto, violino e pianoforte
Il trio con clarinetto in questa formazione è stato maggiormente praticato nel XX secolo. In diversi casi, la funzione del clarinetto è quella di sostituire timbricamente la viola.

### Repertorio
Il repertorio di questa formazione include:
- Contrasts Sz. 111 di Béla Bartók
- Adagio di Alban Berg (arrangiamento del Kammerkonzert mvm 2)
- L' Historie du Soldat di Igor Stravinsky
- Largo for Violin, Clarinet and Piano di Charles Ives
- Trio di Aram Khachaturian
- Trio, Op. 108 di Ernst Křenek
- Trio di Gian Carlo Menotti
- Suite for clarinet, violin and piano, Op.157b Darius Milhaud
- Five Pieces di D. Shostakovich
- Trio di Edward Manukyan
- Suite trio di Alexander Arutiunian
- Suite pour Violin, Clarinette et Piano di Pierre Max Dubois
- Trio for Clarinet, Violin and Piano di Paul Schoenfield

## Clarinetto, viola e pianoforte
Si differenzia dal classico trio (violino, violoncello e pianoforte) per il fatto che i due strumenti monodici, viola e clarinetto, oltre ad appartenere a due famiglie diverse, hanno circa la stessa estensione, perciò la peculiarità che li caratterizza è il timbro. Proprio questa particolarità ha ispirato molti compositori, tra i quali anche Mozart e Schumann.

### Repertorio
Il repertorio di questa formazione include:
- Kegelstatt Trio K 498 di Wolfgang Amadeus Mozart
- Otto pezzi Op. 83 di Max Bruch
- Märchenerzählungen Op. 132, quattro miniature di Robert Schumann
- Trio Op. 264 di Carl Reinecke
- Due pezzi di Franklin Stover.
- Hommage a Schumann di György Kurtág
- American Letters di Nicolas Bacri
- American Trio di Thierry Escaich
- Adagietto Antique di Nigel Keay
- Night Window di Brett Dean
- Trio di Leo Smit
- 6 Bagatelle di Philippe Hersant
- Trio di Kalevi Aho
- Trio per viola, clarinetto e pianoforte di Milton Babbitt
- Trio di Gordon Jacob
- Trio di Rudolf Escher
- Trio di Julius Rontgen
- Trio di Jean Françaix